# Ariane 5

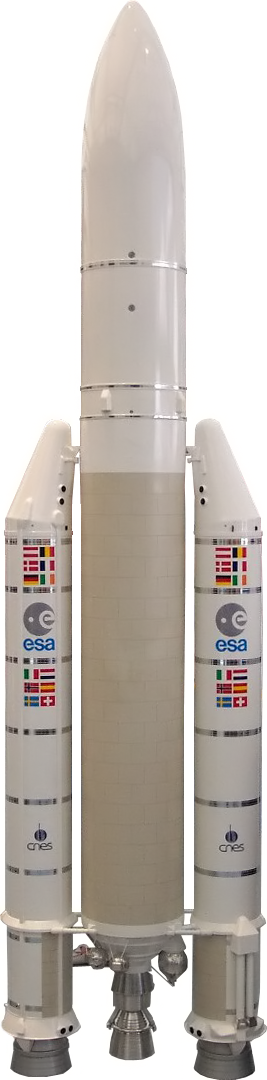
Ariane V

De Ariane 5 was de vijfde generatie draagraketten van het Arianeprogramma die tussen 1996 en 2023 werd gelanceerd. De Ariane 5 werd ontwikkeld door ESA, de bouw lag de laatste productiejaren in handen van ArianeGroup en de raket werd geëxploiteerd door Arianespace die ze gebruikte om commerciële kunstmatige satellieten te lanceren. De Ariane 5 werd in Europa in delen gebouwd, waarna deze naar Frans-Guyana werd verscheept en daar werd geassembleerd. Vervolgens werd de raket gelanceerd vanaf lanceerplatform ELA-3 op het Centre Spatial Guyanais (CSP) bij Kourou.
Het was in tegenstelling tot de eerdere Arianes een tweetrapsraket. Hij was gebruiksklaar vanaf 1998 en had vanaf 2003 alle vluchten van de Ariane 4 overgenomen. De Ariane 5 werd aangedreven door een Vulcain-raketmotor. Deze werd gevoed met 130 ton vloeibare zuurstof en 26 ton vloeibare waterstof. De Ariane 5 had ook twee vastebrandstof hulpraketten, vastebrandstofmotoren van 30 meter lang, die 90% van het startvermogen van de Ariane 5 leverden.
De Ariane 5 kon grotere ladingen aan dan zijn voorganger de Ariane 4 en andere commerciële raketten. Om de concurrentie voor te blijven, werd ook het draagvermogen sterk verbeterd (van 7400 kg tot een 12.000 kg in 2006). Oorspronkelijk was het ook de bedoeling dat de Hermes (een soort Spaceshuttle van ESA) gebruik zou maken van de Ariane 5, maar dit project is stopgezet

## Kenmerken
- Er bestaan verschillende uitvoeringen van de Ariane 5; de uitvoering is afhankelijk van de lading
- Hoogte: 45 tot 55,9 meter
- Maximale diameter: 5,4 m
- Maximale kracht opgewekt bij de start: 10.600 kN
- Massa bij start : 710 tot 718 ton
- Maximale lading voor Geostationary Transfer Orbit (GTO) : 10 ton (mogelijk in 2015 tot 12 ton)
  - GTO: dit is even snel als de Aarde (circa 3,07 km/s), op 35.785 km hoogte en bijgevolg beweegt de satelliet niet ten opzichte van de Aarde.
- Maximale lading voor low Earth orbit (LEO): Meer dan 18 ton
  - LEO: dit is tussen ongeveer 350 en 1400 km boven het aardoppervlak, met een snelheid van ongeveer 8 km/s, waardoor een volledige omgang rond de Aarde circa 90 minuten duurt.
- De motorgondel (het deel van de raket waar de motor in hangt) is een ontwerp van Airbus Defence and Space Netherlands B.V. in Leiden en wordt geproduceerd door Fokker Aerostructures in Hoogeveen.
- De Ariane 5 kan twee satellieten gelijktijdig lanceren. Dit is mogelijk door de SYLDA-satellietadapter. Die wordt over de onderste satelliet geplaatst zodat daar bovenop nog een satelliet geplaatst kan worden.

## Chronologie
- 31 januari 1985 - De ESA-raad komt op ministerieel niveau samen in Rome. Er wordt besloten verder te gaan met de ontwikkeling van een nieuwe generatie draagraketten.
- 9 november 1987 - De lidstaten van de ESA gaan akkoord om verder te gaan met het Ariane 5-programma.
- 18 juni 1988 - De Ariane 4 maakt zijn eerste testvlucht.
- juli 1990 - Eerste test ontsteking van de cryogene hoofdmotor in Frankrijk.
- februari 1994 - Kritisch ontwerp Ariane 5 compleet.
- oktober 1995 - De ESA-raad komt op ministerieel niveau bijeen in Toulouse, en besluit verder te investeren om het draagvermogen te vergroten.
- 4 juni 1996 - De eerste vlucht van de Ariane 5 (testvlucht 501) mislukt. Dit kwam doordat er softwarecomponenten uit Ariane 4 waren hergebruikt, die eigenlijk de capaciteiten van de Ariane 5 niet aankonden.
- 30 oktober 1997 - Tweede testvlucht is een (gedeeltelijk) succes.
- 21 oktober 1998 - Ariane 5 is klaar voor operationeel gebruik nadat testvlucht 503 slaagt.
- 11 december 2002 - De eerste vlucht van de Ariane 5 ECA eindigt na drie minuten met de zelfvernietiging van de raket. Deze zelfvernietiging vond plaats omdat de Ariane uit koers was geraakt door een probleem met de software.
- 12 februari 2005 - De Ariane 5 ECA brengt onder meer de Nederlandse satelliet Sloshsat-FLEVO in de ruimte.
- 11 augustus 2005 - De telecommunicatiesatelliet Thaicom 4 wordt 28 minuten na de start succesvol uitgezet. Thaicom 4 is eigendom van het Thaise bedrijf Shin Satellite, en zal voornamelijk gebruikt worden voor internet- en multimediaverbindingen tussen Zuidoost-Azië, Australië en Nieuw-Zeeland. De satelliet heeft 6,5 ton massa, en heeft een verwachte levensduur van 12 jaar.
- 29 september 2017 - Al 81 vluchten op rij is de Ariane 5 succesvol.
- 25 januari 2018 - Tijdens vlucht VA241 ondervond de Ariane 5 een anomalie. Kort nadat de eerste trap was afgestoten ging de telemetrie verloren. De CEO van Arianespace, Stéphane Israël, gaf enige tijd na het verliezen van het contact een persconferentie waaruit bleek dat met het ergste rekening werd gehouden. Er was op dat moment ook geen contact met de satellieten SES-14 en Al Yah 3. Uiteindelijk bleek dat de raket beide satellieten in een baan om de Aarde had afgezet maar dat de baan 20 graden in plaats van de geplande 3 graden van de evenaar afweek[1]. Dit betekende dat de lancering als een gedeeltelijke mislukking gezien moet worden. Het had ook als gevolg dat Al Yah 3 meer eigen brandstof kwijt is aan het corrigeren van de koers. Dit gaat ten koste van de levensduur van de satelliet. SES-14 heeft dat probleem niet vanwege een elektrisch propulsiesysteem gevoed door zonnepanelen. Het bereiken van de juiste baan duurt wel een maand langer. Arianespace heeft een door ESA gecoördineerd onderzoeksteam in het leven geroepen. Volgende lanceercampagnes werden niet gestaakt. Na een week was zeker dat de afwijking van 17 graden het gevolg was van een fout in de programmering van de boordcomputer. De programmering was voor het eerst gedaan door moederbedrijf ArianeGroup, een joint venture van Safran en Airbus die de raket bouwen. Dit bedrijf had nagelaten de software te dubbelchecken zoals Arianespace dat eerder deed.
- VA244 op 25 juli 2018 was de laatste Ariane 5-vlucht in de ES-configuratie.
- Op 25 september 2018 werd VA243, de honderdste Ariane 5 gelanceerd.
- Op 25 december 2021 werd met de Ariane 5 na een vertraging van 14 jaar de James Webb-ruimtetelescoop gelanceerd, de opvolger van de Hubble ruimtelescoop.
- Op 5 juli 2023 werd de Ariane 5 voor de laatste keer gelanceerd. Tijdens deze 117e vlucht brengt de raket twee satellieten in een baan om de aarde. Tot de opvolger Ariane 6 klaar is (vermoedelijk in 2024) heeft Europa geen eigen medium- tot heavy-liftklasse raketten.[2]

## Varianten
De Ariane 5G is de eerste versie van de Ariane 5-raket. Deze raket had een Vulcain-raketmotor voor zijn eerste trap. De tweede trap bestond uit een Aestus-motor, die werkt op een hypergole brandstofmix. De Ariane 5G kon 5.970 kilogram in een geostationaire baan lanceren, maar dit werd na de eerste kwalificatievluchten verhoogd tot 6.640 kilogram.
De Ariane 5G+ had een verbeterde tweede trap, en kon tot 6950 kilogram in een geostationaire baan lanceren. De Ariane 5G+ heeft maar drie vluchten gemaakt in 2004.
De Ariane 5GS maakt voor zijn eerste trap gebruik van een Vulcain 2-motor.
De Ariane 5 ECA (Evolution Cryotechnique type A) maakt voor zijn eerste trap gebruik van de Vulcain 2-motor en heeft een nieuwe ESC-A (Etage Supérieur Cryogénique-A)-tweede trap. Deze tweede trap maakt gebruik van een cryogene brandstofmix van vloeibare waterstof en vloeibare zuurstof. De HM7B-motor van de tweede trap werd ook al voor de Ariane 2, 3 en 4 gebruikt.
De Ariane 5 ES (Evolution Storable) werd onder meer gebruikt om het ATV-ruimteschip te lanceren. Deze maakte gebruik van dezelfde verbeteringen in de eerste trap van de Ariane5ECA, maar omdat de ATV naar een lage baan gelanceerd wordt, heeft de Ariane 5 ES-ATV geen verbeterde tweede trap. Geschat wordt dat de Ariane 5 ES tot 21.000 kilogram in een lage baan om de Aarde kon lanceren. Behalve vijf ATV’s werden er ook Galileo-satellieten mee gelanceerd. De laatste vlucht met deze configuratie was op 25 juli 2018.

## Lijst van Ariane 5-lanceringen
| Datum en tijdstip (UTC) | vluchtnr. | variant | serienummer | lading                                                            | resultaat            | #   |
| ----------------------- | --------- | ------- | ----------- | ----------------------------------------------------------------- | -------------------- | --- |
| 1996-06-04 12:34:06     | V-88      | 5G      | 501         | Cluster                                                           | mislukt              | 1   |
| 1997-10-30 13:43:00     | V-101     | 5G      | 502         | MaqSat-H, TEAMSAT, MaqSat-B, YES                                  | gedeeltelijk mislukt | 2   |
| 1998-10-21 16:37:21     | V-112     | 5G      | 503         | MaqSat 3, ARD                                                     | voltooid             | 3   |
| 1999-12-10 14:32:07     | V-119     | 5G      | 504         | XMM-Newton                                                        | voltooid             | 4   |
| 2000-03-21 23:28:19     | V-128     | 5G      | 505         | INSAT-3B, AsiaStar                                                | voltooid             | 5   |
| 2000-09-14 22:54:07     | V-130     | 5G      | 506         | Astra 2B, GE-7                                                    | voltooid             | 6   |
| 2000-11-16 01:07:07     | V-135     | 5G      | 507         | PAS-1R, Amsat P3D, STRV 1C, STRV 1D                               | voltooid             | 7   |
| 2000-12-20 00:26:00     | V-138     | 5G      | 508         | Astra 2D, GE-8, LDREX                                             | voltooid             | 8   |
| 2001-03-08 22:51:00     | V-140     | 5G      | 509         | Eurobird 1, BSAT-2a                                               | voltooid             | 9   |
| 2001-07-12 22:58:00     | V-142     | 5G      | 510         | Artemis, BSAT-2b                                                  | gedeeltelijk mislukt | 10  |
| 2002-03-01 01:07:59     | V-145     | 5G      | 511         | Envisat                                                           | voltooid             | 11  |
| 2002-07-05 23:22:00     | V-153     | 5G      | 512         | Stellat 5, N-Star c                                               | voltooid             | 12  |
| 2002-08-28 22:45:00     | V-155     | 5G      | 513         | Atlantic Bird 1, Meteosat 8                                       | voltooid             | 13  |
| 2002-12-11 22:22:00     | V-157     | 5ECA    | 517         | Hot Bird 7, Stentor                                               | mislukt              | 14  |
| 2003-04-09 22:52:19     | V-160     | 5G      | 514         | INSAT-3A, Galaxy 12                                               | voltooid             | 15  |
| 2003-06-11 22:38:15     | V-161     | 5G      | 515         | Optus and Defence C1, BSAT-2c                                     | voltooid             | 16  |
| 2003-09-27 23:14:46     | V-162     | 5G      | 516         | INSAT-3E, eBird 1, SMART-1                                        | voltooid             | 17  |
| 2004-03-02 07:17:44     | V-158     | 5G+     | 518         | Rosetta                                                           | voltooid             | 18  |
| 2004-07-18 00:44:00     | V-163     | 5G+     | 519         | Anik F2                                                           | voltooid             | 19  |
| 2004-12-18 16:26:00     | V-165     | 5G+     | 520         | Helios 2A, Essaim 1, 2, 3, 4, PARASOL, Nanosat 01                 | voltooid             | 20  |
| 2005-02-12 21:03:00     | V-164     | 5ECA    | 521         | XTAR-EUR, Maqsat-B2, Sloshsat                                     | voltooid             | 21  |
| 2005-08-11 08:20:00     | V-166     | 5GS     | 523         | Thaicom 4                                                         | voltooid             | 22  |
| 2005-10-13 22:32:00     | V-168     | 5GS     | 524         | Syracuse 3A, Galaxy 15                                            | voltooid             | 23  |
| 2005-11-16 23:46:00     | V-167     | 5ECA    | 522         | Spaceway F2, TELKOM-2                                             | voltooid             | 24  |
| 2005-12-21 22:33:00     | V-169     | 5GS     | 525         | INSAT-4A, Meteosat 9                                              | voltooid             | 25  |
| 2006-03-11 22:32:50     | V-170     | 5ECA    | 527         | Spainsat, Hot Bird 7A                                             | voltooid             | 26  |
| 2006-05-26 21:09        | V-171     | 5ECA    | 529         | Satmex 6, Thaicom 5                                               | voltooid             | 27  |
| 2006-08-11 22:15        | V-172     | 5ECA    | 531         | JCSAT-10, Syracuse 3B                                             | voltooid             | 28  |
| 2006-10-13 20:56:00     | V-173     | 5ECA    | 533         | DirecTV-9S, Optus D1, LDREX-2                                     | voltooid             | 29  |
| 2006-12-08 22:08:00     | V-174     | 5ECA    | 534         | WildBlue 1, AMC-18                                                | voltooid             | 30  |
| 2007-03-11 22:03        | V-175     | 5ECA    | 535         | Skynet 5A, INSAT-4B                                               | voltooid             | 31  |
| 2007-05-04 22:29        | V-176     | 5ECA    | 536         | Astra 1L, Galaxy 17                                               | voltooid             | 32  |
| 2007-08-14 23:44        | V-177     | 5ECA    | 537         | Spaceway-3, BSAT-3A                                               | voltooid             | 33  |
| 2007-10-05 22:02        | V-178     | 5GS     | 526         | Intelsat 11, Optus D2                                             | voltooid             | 34  |
| 2007-11-14 22:06        | V-179     | 5ECA    | 538         | Skynet 5B, Star One C1                                            | voltooid             | 35  |
| 2007-12-21 21:41        | V-180     | 5GS     | 530         | RASCOM-QAF 1, Horizons-2                                          | voltooid             | 36  |
| 2008-03-09 04:03        | V-181     | 5ES     | 528         | ATV-1 "Jules Verne"                                               | voltooid             | 37  |
| 2008-04-18 22:17        | V-182     | 5ECA    | 539         | Star One C2, Vinasat-1                                            | voltooid             | 38  |
| 2008-06-12 22:05        | V-183     | 5ECA    | 540         | Turksat 3A, Skynet 5C                                             | voltooid             | 39  |
| 2008-07-07 21:47        | V-184     | 5ECA    | 541         | Badr-6, ProtoStar I                                               | voltooid             | 40  |
| 2008-08-14 20:44        | V-185     | 5ECA    | 542         | AMC-21, Superbird 7                                               | voltooid             | 41  |
| 2008-12-20 22:35        | V-186     | 5ECA    | 543         | Eutelsat W2M, Hot Bird 9                                          | voltooid             | 42  |
| 2009-02-12 22:09        | V-187     | 5ECA    | 545         | Hot Bird 10, NSS-9, Spirale A, Spirale B                          | voltooid             | 43  |
| 2009-05-14 13:12        | V-188     | 5ECA    | 546         | Herschel, Planck                                                  | voltooid             | 44  |
| 2009-07-01 19:52        | V-189     | 5ECA    | 547         | TerreStar-1                                                       | voltooid             | 45  |
| 2009-08-21 22:09        | V-190     | 5ECA    | 548         | JCSAT-12, Optus D3                                                | voltooid             | 46  |
| 2009-10-01 21:59        | V-191     | 5ECA    | 549         | Amazonas 2, COMSATBw-1                                            | voltooid             | 47  |
| 2009-10-29 20:00        | V-192     | 5ECA    | 550         | NSS-12, Thor 6                                                    | voltooid             | 48  |
| 2009-12-18 16:26        | V-193     | 5GS     | 532         | Helios 2B                                                         | voltooid             | 49  |
| 2010-05-21 22:01        | V-194     | 5ECA    | 551         | Astra 3B, COMSATBw-2                                              | voltooid             | 50  |
| 2010-06-26 21:41        | V-195     | 5ECA    | 552         | Arabsat-5A, COMS-1                                                | voltooid             | 51  |
| 2010-08-04 20:59        | V-196     | 5ECA    | 554         | Nilesat 201, RASCOM-QAF 1R                                        | voltooid             | 52  |
| 2010-10-28 21:51        | V-197     | 5ECA    | 555         | Eutelsat W3B, BSAT-3b                                             | voltooid             | 53  |
| 2010-11-26 18:39        | V-198     | 5ECA    | 556         | Intelsat 17, HYLAS 1                                              | voltooid             | 54  |
| 2010-12-29 21:27        | V-199     | 5ECA    | 557         | Koreasat 6, HispaSat-1E                                           | voltooid             | 55  |
| 2011-02-16 21:50        | V-200     | 5ES     | 544         | ATV-2 "Johannes Kepler"                                           | voltooid             | 56  |
| 2011-04-22 21:37        | VA-201    | 5ECA    | 558         | Yahsat 1A, Intelsat New Dawn                                      | voltooid             | 57  |
| 2011-05-20 20:38        | VA-202    | 5ECA    | 559         | ST-2, GSAT-8                                                      | voltooid             | 58  |
| 2011-08-06 22:52        | VA-203    | 5ECA    | 560         | Astra 1N, BSAT 3c                                                 | voltooid             | 59  |
| 2011-09-21 21:38        | VA-204    | 5ECA    | 561         | Arabsat 5C, SES 2                                                 | voltooid             | 60  |
| 2012-03-23 04:34        | VA-205    | 5ES     | 553         | ATV-003 "Edoardo Amaldi"                                          | voltooid             | 61  |
| 2012-05-15 22:13        | VA-206    | 5ECA    | 562         | JCSat 13, VINASAT-2                                               | Voltooid             | 62  |
| 2012-07-05 21:36        | VA-207    | 5ECA    | 563         | Echostar 17, MSG-3                                                | Voltooid             | 63  |
| 2012-08-02 20:54        | VA-208    | 5ECA    | 564         | Intelsat 20, HYLAS 2                                              | Voltooid             | 64  |
| 2012-09-28 21:18        | VA-209    | 5ECA    | 565         | GSAT-10, Astra 2F                                                 | Voltooid             | 65  |
| 2012-11-10 21:05        | VA-210    | 5ECA    | 566         | Eutelsat 21B, Star One C3                                         | Voltooid             | 66  |
| 2012-12-19 21:49        | VA-211    | 5ECA    | 567         | Skynet 5D, Mexsat-Bicentenario                                    | Voltooid             | 67  |
| 2013-02-07 21:36        | VA-212    | 5ECA    | 568         | Amazonas 3, Azerspace/Africasat-1A                                | Voltooid             | 68  |
| 2013-06-05 21:52        | VA-213    | 5ES     | 592         | ATV-4 "Albert Einstein"                                           | Voltooid             | 69  |
| 2013-07-25 19:54        | VA-214    | 5ECA    | 569         | Alphasat, INSAT-3D                                                | Voltooid             | 70  |
| 2013-08-29 20:30        | VA-215    | 5ECA    | 570         | Eutelsat-25B/Es’hail-1, GSAT-7                                    | Voltooid             | 71  |
| 2014-02-06 21:30        | VA-217    | 5ECA    | 572         | ABS-2, Athena-Fidus                                               | Voltooid             | 73  |
| 2014-04-22 22:04        | VA-216    | 5ECA    | 571         | Astra-5B, Amazonas-4A                                             | Voltooid             | 72  |
| 2014-07-29 23:47        | VA-219    | 5ES     | 573         | ATV-5 "Georges Lemaître "                                         | Voltooid             | 75  |
| 2014-09-11 22:05        | VA-218    | 5ECA    | 593         | MEASAT-3b, Optus 10                                               | Voltooid             | 74  |
| 2014-10-16 21:43        | VA-220    | 5ECA    | 574         | Intelsat-30/DLA-1, ARSAT-1                                        | Voltooid             | 76  |
| 2014-12-06 20:40        | VA-221    | 5ECA    | 575         | DirecTV-14, GSAT-16                                               | Voltooid             | 77  |
| 2015-04-26 20:00        | VA-222    | 5ECA    | 576         | Thor 7, SICRAL-2                                                  | Voltooid             | 78  |
| 2015-05-27 21:16        | VA-223    | 5ECA    | 577         | DirecTV-15, Sky Mexico 1                                          | Voltooid             | 79  |
| 2015-07-15 21:42        | VA-224    | 5ECA    | 578         | Star One C4, MSG-4                                                | Voltooid             | 80  |
| 2015-08-20 20:34        | VA-225    | 5ECA    | 579         | Eutelsat 8 West B, Intelsat 34                                    | Voltooid             | 81  |
| 2015-09-30 20:30        | VA-226    | 5ECA    | 580         | NBN Co 1A, ARSAT-2                                                | Voltooid             | 82  |
| 2015-11-10 21:34        | VA-227    | 5ECA    | 581         | Arabsat 6B, GSAT-15                                               | Voltooid             | 83  |
| 2016-01-27 23:20        | VA-228    | 5ECA    |             | Intelsat 29e                                                      | Voltooid             | 84  |
| 2016-03-09 05:20        | VA-229    | 5ECA    |             | Eutelsat 65 West A                                                | Voltooid             | 85  |
| 2016-06-18 21:38        | VA-230    | 5ECA    |             | EchoStar 18, BRIsat                                               | Voltooid             | 86  |
| 2016-08-24 22:16        | VA-232    | 5ECA    | 586         | Intelsat 33e & Intelsat 36                                        | Voltooid             | 87  |
| 2016-10-05 20:30        | VA-231    | 5ECA    | 585         | DSN 1, GSAT 18                                                    | Voltooid             | 88  |
| 2016-11-17 13:06        | VA-233    | 5ES     | 594         | Galileo 13-16                                                     | Voltooid             | 89  |
| 2016-12-21 20:30        | VA-234    | 5ECA    | 595         | JCSAT-15, Star One D1                                             | Voltooid             | 90  |
| 2017-02-14 21:39        | VA-235    | 5ECA    |             | SKY Brasil-1 & Telkom-3S                                          | Voltooid             | 91  |
| 2017-05-04 21:39        | VA-236    | 5ECA    |             | KOREASAT-7 & SGDC-1                                               | Voltooid             | 92  |
| 2017-06-01 23:45        | VA-237    | 5ECA    |             | ViaSat-2 & EUTELSAT 172B                                          | Voltooid             | 93  |
| 2017-06-29 00:15        | VA-238    | 5ECA    |             | Hellas Sat 3 & Inmarsat S EAN                                     | Voltooid             | 94  |
| 2017-09-29 21:56        | VA-238    | 5ECA    |             | Intelsat 37e & BSAT-4a                                            | Voltooid             | 95  |
| 2017-12-12 18:36:07     | VA-240    | 5ES     | 595         | Galileo 19-22                                                     | Voltooid             | 96  |
| 2018-01-25 22:20        | VA-241    | 5ECA    |             | SES-14 & Al Yah 3                                                 | Gedeeltelijk mislukt | 97  |
| 2018-04-05 21:34        | VA-242    | 5ECA    |             | Superbird-8 & HYLAS 4                                             | Voltooid             | 98  |
| 2018-07-25 11:25        | VA-244    | 5ES     |             | Galileo 23 - 26                                                   | Voltooid             | 99  |
| 2018-09-25 22:38        | VA-243    | 5ECA    |             | Horizons 3e & Azerspace-2                                         | Voltooid             | 100 |
| 2018-10-20 01:45        | VA-245    | 5ECA    |             | BepiColombo                                                       | Voltooid             | 101 |
| 2018-12-04 20:37        | VA-246    | 5ECA    |             | GSAT-11 & GEO-KOMPSAT-2A                                          | Voltooid             | 102 |
| 2019-02-05 17:34        | VA-247    | 5ECA    |             | Saudi Geostationary Satellite 1/Hellas Sat 4 & GSAT-31            | Voltooid             | 103 |
| 2019-06-20 21:43        | VA-248    | 5ECA    |             | T-16 & EUTELSAT 7C                                                | Voltooid             | 104 |
| 2019-08-06 19:30        | VA-249    | 5ECA    |             | INTELSAT 39 & EDRS-C                                              | Voltooid             | 105 |
| 2019-11-26 21:23        | VA-250    | 5ECA    |             | TIBA-1 & Inmarsat GX5                                             | Voltooid             | 106 |
| 2020-01-16 21:05        | VA-251    | 5ECA    |             | EUTELSAT KONNECT & GSAT-30                                        | Voltooid             | 107 |
| 2020-02-18 22:18        | VA-252    | 5ECA    |             | JCSAT-17 & GEO-KOMPSAT-2B                                         | Voltooid             | 108 |
| 2020-08-15 22:04        | VA-253    | 5ECA    | 5112        | Galaxy 30 & MEV-2 & BSAT-4b                                       | Voltooid             | 109 |
| 2021-07-30 21:00        | VA-254    | 5ECA    | 5113        | Eutelsat Quantum & Star One D2                                    | Voltooid             | 110 |
| 2021-10-24 02:10        | VA-255    | 5ECA    | 5115        | SES-17 & Syracuse 4A                                              | Voltooid             | 111 |
| 2021-12-25 12:20        | VA-256    | 5ECA    | 5114        | James Webb-ruimtetelescoop                                        | Voltooid             | 112 |
| 2022-06-22 21:50        | VA-257    | 5ECA    | 5116        | MEASAT-3d & GSAT-24                                               | Voltooid             | 113 |
| 2022-09-07 21:45        | VA-258    | 5ECA    | 5117        | Eutelsat Konnect VHTS                                             | Voltooid             | 114 |
| 2022-12-13 20:30        | VA-259    | 5ECA    |             | Meteosat Third Generation Imager-1 (MTG-I1), Galaxy 35, Galaxy 36 | Voltooid             | 115 |
| 2023-04-14 12:14        | VA-260    | 5ECA    |             | Jupiter Icy Moons Explorer                                        | Voltooid             | 116 |
| 2023-07-05 22:00 UTC    | VA-261    | 5ECA    |             | Syracuse 4B & Heinrich Hertz                                      | Voltooid             | 117 |

## Onuitgevoerde plannen voor upgrades
Er werd sinds 2003 gewerkt aan een nieuwe tweede trap, de ESC-B. Deze maakt gebruik van een nieuwe cryogene motor (Vinci), die vaker dan één keer gestart kan worden. Hiermee zou tot 12.000 kilogram in een geostationaire baan gelanceerd kunnen worden. Deze ontwikkeling werd echter in zo’n traag tempo uitgevoerd dat deze geen deel van de Ariane 5 zal uitmaken maar wel op diens opvolger, de Ariane 6 zal worden gebruikt.
Voor de eerste trap van de Vega-raket is gebruikgemaakt van een verkorte versie van de boosters van de Ariane 5, en hier zijn enkele verbeteringen op toegepast, zoals een lichtere (composiet-)behuizing en een verbeterde straalpijp. Het was de verwachting dat deze ontwikkelingen hun weg terug zouden vinden naar de Ariane 5. Met deze verbeteringen had tot 27.000 kilogram naar een lage baan om de Aarde gelanceerd kunnen worden, wat bijvoorbeeld nodig is voor missies naar de Maan. Dit is echter niet gebeurd omdat voor de ontwikkeling van de Ariane 6 werd gekozen.

## Uitfasering en opvolging
In december 2014 is door de ESA de beslissing genomen aan het ontwerp van de Ariane 6 te beginnen. De Ariane 6 zal in de loop van 2024 voor het eerst vliegen en moet per lancering goedkoper zijn dan de Ariane 5. Op 9 januari 2018 werden de laatste tien Ariane 5 besteld. De laatste werd geheel volgens planning op 5 juli 2023 gelanceerd.
Ariane 1 · 
Ariane 2 ·
Ariane 3 ·
Ariane 4 ·
Ariane 5 ·
Ariane 6

Zie ook: Arianespace · Centre Spatial Guyanais